# Olympische Winterspiele 1972/Ski Nordisch
Bei den XI. Olympischen Winterspielen 1972 in Sapporo fanden zehn Wettbewerbe im nordischen Skisport statt. Diese galten gleichzeitig als 29. Nordische Skiweltmeisterschaften. Neben olympischen Medaillen wurden auch Weltmeisterschaftsmedaillen vergeben. Einzige Ausnahme war die Nordische Kombination, in der es ausschließlich olympische Medaillen gab. Austragungsorte waren Makomanai für die Langlaufrennen sowie die Miyanomori-Schanze und die Ōkurayama-Schanze.
Wie bei den Nordischen Skiweltmeisterschaften 1970 war die Sowjetunion mit fünf Goldmedaillen die klar dominierende Nation. In der Medaillenwertung folgten fünf Nationen mit jeweils einer Goldmedaille. Besonders stark präsentierten sich die sowjetischen Langläufer. Galina Kulakowa startete dreimal und gewann dreimal Gold. Wjatscheslaw Wedenin errang zwei Gold- und eine Bronzemedaille.

## Bilanz

### Medaillenspiegel
| Platz | Land             | Gold | Silber | Bronze | Gesamt |
| ----- | ---------------- | ---- | ------ | ------ | ------ |
| 1     | Sowjetunion      | 5    | 2      | 1      | 8      |
| 2     | Norwegen         | 1    | 3      | 3      | 7      |
| 3     | Japan            | 1    | 1      | 1      | 3      |
| 4     | DDR              | 1    | –      | 2      | 3      |
| 5     | Polen            | 1    | –      | –      | 1      |
| 5     | Schweden         | 1    | –      | –      | 1      |
| 7     | Finnland         | –    | 3      | 1      | 4      |
| 8     | Schweiz          | –    | 1      | 1      | 2      |
| 9     | Tschechoslowakei | –    | –      | 1      | 1      |

### Medaillengewinner
| Konkurrenz        | Gold                                                                  | Silber                                                | Bronze                                              |
| ----------------- | --------------------------------------------------------------------- | ----------------------------------------------------- | --------------------------------------------------- |
| 15 km             | Sven-Åke Lundbäck                                                     | Fjodor Simaschow                                      | Ivar Formo                                          |
| 30 km             | Wjatscheslaw Wedenin                                                  | Pål Tyldum                                            | Johannes Harviken                                   |
| 50 km             | Pål Tyldum                                                            | Magne Myrmo                                           | Wjatscheslaw Wedenin                                |
| 4 × 10 km Staffel | Fjodor Simaschow Juri Skobow, Wjatscheslaw Wedenin, Wladimir Woronkow | Oddvar Brå, Ivar Formo, Johannes Harviken, Pål Tyldum | Albert Giger, Edi Hauser, Alfred Kälin, Alois Kälin |

| Konkurrenz       | Gold                                                    | Silber                                              | Bronze                                  |
| ---------------- | ------------------------------------------------------- | --------------------------------------------------- | --------------------------------------- |
| 5 km             | Galina Kulakowa                                         | Marjatta Kajosmaa                                   | Helena Šikolová                         |
| 10 km            | Galina Kulakowa                                         | Alewtina Oljunina                                   | Marjatta Kajosmaa                       |
| 3 × 5 km Staffel | Galina Kulakowa, Ljubow Muchatschowa, Alewtina Oljunina | Marjatta Kajosmaa, Hilkka Riihivuori, Helena Takalo | Inger Aufles, Aslaug Dahl, Berit Mørdre |

| Konkurrenz    | Gold             | Silber         | Bronze         |
| ------------- | ---------------- | -------------- | -------------- |
| Normalschanze | Yukio Kasaya     | Akitsugu Konno | Seiji Aochi    |
| Großschanze   | Wojciech Fortuna | Walter Steiner | Rainer Schmidt |

| Konkurrenz | Gold           | Silber          | Bronze          |
| ---------- | -------------- | --------------- | --------------- |
| Einzel     | Ulrich Wehling | Rauno Miettinen | Karl-Heinz Luck |

## Langlauf Männer

### 15 km
| Platz | Land | Sportler            | Zeit (min) |
| ----- | ---- | ------------------- | ---------- |
| 1     | SWE  | Sven-Åke Lundbäck   | 45:28,24   |
| 2     | URS  | Fjodor Simaschow    | 46:00,84   |
| 3     | NOR  | Ivar Formo          | 46:02,68   |
| 4     | FIN  | Juha Mieto          | 46:02,74   |
| 5     | URS  | Juri Skobow         | 46:04,59   |
| 6     | GDR  | Axel Lesser         | 46:17,01   |
| 7     | FRG  | Walter Demel        | 46:17,36   |
| 8     | SWE  | Gunnar Larsson      | 46:23,29   |
| 9     | NOR  | Oddvar Brå          | 46:25,88   |
| 10    | FIN  | Osmo Karjalainen    | 46:27,51   |
| 11    | SUI  | Edi Hauser          | 46:30,53   |
|       |      |                     |            |
| 13    | GDR  | Gert-Dietmar Klause | 46:34,40   |
| 14    | SUI  | Albert Giger        | 46:38,36   |
| 17    | SUI  | Alois Kälin         | 46:50,31   |
| 22    | FRG  | Gerhard Gehring     | 47:33,78   |
| 25    | GDR  | Gerd Heßler         | 48:04,15   |
| 26    | GDR  | Rainer Groß         | 48:05,86   |
| 32    | FRG  | Hartmut Döpp        | 48:46,08   |
| 34    | SUI  | Hans-Ueli Kreuzer   | 48:55,37   |
| 36    | FRG  | Franz Betz          | 49:00,41   |
| 38    | AUT  | Heinrich Wallner    | 49:17,97   |
| 42    | AUT  | Herbert Wachter     | 49:44,13   |

Datum: 7. Februar 1972, 09:00 Uhr 

Höhenunterschied: 130 m; Maximalanstieg: 90 m; Totalanstieg: 502 m 

62 Teilnehmer aus 19 Ländern, alle in der Wertung.

### 30 km
| Platz | Land | Sportler             | Zeit (h)   |
| ----- | ---- | -------------------- | ---------- |
| 1     | URS  | Wjatscheslaw Wedenin | 1:36:31,15 |
| 2     | NOR  | Pål Tyldum           | 1:37:25,30 |
| 3     | NOR  | Johannes Harviken    | 1:37:32,44 |
| 4     | SWE  | Gunnar Larsson       | 1:37:33,72 |
| 5     | FRG  | Walter Demel         | 1:37:45,53 |
| 6     | URS  | Fjodor Simaschow     | 1:38:22,50 |
| 7     | SUI  | Alois Kälin          | 1:38:40,72 |
| 8     | GDR  | Gert-Dietmar Klause  | 1:39:15,54 |
| 9     | TCH  | Stanislav Henych     | 1:39:24,29 |
| 10    | FRG  | Gerhard Gehring      | 1:39:44,47 |
|       |      |                      |            |
| 12    | GDR  | Axel Lesser          | 1:39:49,29 |
| 14    | SUI  | Edi Hauser           | 1:40:14,98 |
| 17    | SUI  | Alfred Kälin         | 1:41:35,34 |
| 18    | GDR  | Gerd Heßler          | 1:41:37,47 |
| 27    | GDR  | Eberhard Klessen     | 1:43:15,99 |
| 33    | AUT  | Herbert Wachter      | 1:44:45,67 |
| 35    | FRG  | Hartmut Döpp         | 1:44:51,05 |
| 35    | FRG  | Edgar Eckert         | 1:45:38,51 |
| 41    | SUI  | Werner Geeser        | 1:46:20,36 |
| 48    | AUT  | Heinrich Wallner     | 1:48:05,42 |

Datum: 4. Februar 1972, 09:00 Uhr 

Höhenunterschied: 119 m; Maximalanstieg: 85 m; Totalanstieg: 823 m 

59 Teilnehmer aus 18 Ländern, davon 55 in der Wertung.

### 50 km
| Platz | Land | Sportler             | Zeit (h)   |
| ----- | ---- | -------------------- | ---------- |
| 1     | NOR  | Pål Tyldum           | 2:43:14,75 |
| 2     | NOR  | Magne Myrmo          | 2:43:29,45 |
| 3     | URS  | Wjatscheslaw Wedenin | 2:44:00,19 |
| 4     | NOR  | Reidar Hjermstad     | 2:44:15,51 |
| 5     | FRG  | Walter Demel         | 2:44:32,67 |
| 6     | SUI  | Werner Geeser        | 2:44:34,13 |
| 7     | SWE  | Lars-Arne Bölling    | 2:45:06,80 |
| 8     | URS  | Fjodor Simaschew     | 2:45:08,93 |
| 9     | GDR  | Gert-Dietmar Klause  | 2:46:17,43 |
| 10    | NOR  | Ole Ellefsæter       | 2:46:46,94 |
|       |      |                      |            |
| 14    | SUI  | Ulrich Wenger        | 2:49:35,35 |
| 16    | GDR  | Eberhard Klessen     | 2:49:53,01 |
| 18    | GDR  | Rainer Groß          | 2:50:16,91 |
| 23    | SUI  | Louis Jaggi          | 2:53:00,78 |
| 26    | SUI  | Giuseppe Dermon      | 2:56:24,21 |
| 31    | FRG  | Edgar Eckert         | 3:00:08,32 |

Datum: 10. Februar 1972, 08:30 Uhr 

Höhenunterschied: 127 m; Maximalanstieg: 89 m; Totalanstieg: 1453 m 

40 Teilnehmer aus 14 Ländern, davon 33 in der Wertung.

### 4 × 10 km Staffel
| Platz | Land / Sportler                                                                 | Zeit                                                             |
| ----- | ------------------------------------------------------------------------------- | ---------------------------------------------------------------- |
| 1     | Sowjetunion Wladimir Woronkow Juri Skobow Fjodor Simaschow Wjatscheslaw Wedenin | 2:04:47,94 h 31:12,52 min 30:55,42 min 32:18,63 min 30:21,37 min |
| 2     | Norwegen Oddvar Brå Pål Tyldum Ivar Formo Johannes Harviken                     | 2:04:57,06 h 31:10,38 min 30:58,11 min 31:16,78 min 31:31,79 min |
| 3     | Schweiz Alfred Kälin Albert Giger Alois Kälin Edi Hauser                        | 2:07:00,06 h 31:54,76 min 31:40,14 min 31:13,11 min 32:12,05 min |
| 4     | Schweden Thomas Magnusson Lars-Göran Åslund Gunnar Larsson Sven-Åke Lundbäck    | 2:07:03,60 h 31:10,56 min 31:59,65 min 31:35,96 min 32:17,43 min |
| 5     | Finnland Hannu Taipale Juha Mieto Juhani Repo Osmo Karjalainen                  | 2:07:50,19 h 32:17,19 min 30:54,64 min 33:47,89 min 30:50,47 min |
| 6     | DDR Gerd Heßler Axel Lesser Gerhard Grimmer Gert-Dietmar Klause                 | 2:10:03,73 h 32:19,74 min 31:09,53 min 33:49,31 min 32:45,15 min |
| 7     | BR Deutschland Franz Betz Urban Hettich Hartmut Döpp Walter Demel               | 2:10:42,85 h 33:08,14 min 34:06,06 min 32:22,00 min 31:06,95 min |
| 8     | Tschechoslowakei Stanislav Henych Jan Fajstavr Ján Michalko Ján Ilavský         | 2:11:27,55 h 32:00,85 min 31:51,70 min 33:19,57 min 34:15,43 min |

Datum: 13. Februar 1972, 09:00 Uhr 

Höhenunterschied: 109 m; Maximalanstieg: 67 m; Totalanstieg: 313 m 

14 Staffeln am Start, davon 13 in der Wertung. Aufgegeben: Österreich (Herbert Wachter, Josef Hauser, Ulli Öhlböck, Heinrich Wallner).

## Langlauf Frauen

### 5 km
| Platz | Land | Sportlerin          | Zeit (min) |
| ----- | ---- | ------------------- | ---------- |
| 1     | URS  | Galina Kulakowa     | 17:00,50   |
| 2     | FIN  | Marjatta Kajosmaa   | 17:05,50   |
| 3     | TCH  | Helena Šikolová     | 17:07,32   |
| 4     | URS  | Alewtina Oljunina   | 17:07,40   |
| 5     | FIN  | Hilkka Kuntola      | 17:11,67   |
| 6     | URS  | Ljubow Muchatschowa | 17:12,08   |
| 7     | NOR  | Berit Mørdre        | 17:16,79   |
| 8     | NOR  | Aslaug Dahl         | 17:17,49   |
| 9     | FIN  | Helena Takalo       | 17:21,39   |
| 10    | URS  | Nina Fjodorowa      | 17:25,62   |
| 11    | FRG  | Michaela Endler     | 17:32,56   |
|       |      |                     |            |
| 14    | GDR  | Renate Fischer      | 17:41,07   |
| 20    | GDR  | Gabriele Haupt      | 17:55,04   |
| 24    | FRG  | Monika Mrklas       | 17:57,40   |
| 28    | GDR  | Anna Unger          | 18:13,19   |
| 30    | GDR  | Christine Philipp   | 18:17,02   |

Datum: 9. Februar 1972, 09:00 Uhr 

Höhenunterschied: 90 m; Maximalanstieg: 56 m; Totalanstieg: 133 m 

43 Teilnehmerinnen aus 12 Ländern, alle in der Wertung.

### 10 km
| Platz | Land | Sportlerin          | Zeit (min) |
| ----- | ---- | ------------------- | ---------- |
| 1     | URS  | Galina Kulakowa     | 34:17,82   |
| 2     | URS  | Alewtina Oljunina   | 34:54,11   |
| 3     | FIN  | Marjatta Kajosmaa   | 34:56,45   |
| 4     | URS  | Ljubow Muchatschowa | 34:58,56   |
| 5     | FIN  | Helena Takalo       | 35:06,34   |
| 6     | NOR  | Aslaug Dahl         | 35:18,84   |
| 7     | TCH  | Helena Šikolová     | 35:29,33   |
| 8     | FIN  | Hilkka Kuntola      | 35:36,71   |
| 9     | GDR  | Renate Fischer      | 35:46,96   |
| 10    | URS  | Nina Schebalina     | 35:54,59   |
|       |      |                     |            |
| 17    | FRG  | Michaela Endler     | 36:38,05   |
| 18    | GDR  | Gabriele Haupt      | 36:38,41   |
| 20    | GDR  | Anna Unger          | 36:45,24   |
| 31    | GDR  | Christine Philipp   | 37:51,76   |
| 32    | FRG  | Ingrid Rothfuß      | 38:03,69   |

Datum: 6. Februar 1972, 09:00 Uhr 

Höhenunterschied: 103 m; Maximalanstieg: 44 m; Totalanstieg: 289 m 

42 Teilnehmerinnen aus 12 Ländern, davon 41 in der Wertung.

### 3 × 5 km Staffel
| Platz | Land / Sportlerinnen                                              | Zeit (min)                                          |
| ----- | ----------------------------------------------------------------- | --------------------------------------------------- |
| 1     | Sowjetunion Ljubow Muchatschowa Alewtina Oljunina Galina Kulakowa | 48:46,15 min 16:49,20 min 16:30,91 min 15:26,04 min |
| 2     | Finnland Helena Takalo Hilkka Kuntola Marjatta Kajosmaa           | 49:19,37 min 17:04,93 min 16:41,67 min 15:32,77 min |
| 3     | Norwegen Inger Aufles Aslaug Dahl Berit Mørdre                    | 49:51,49 min 17:36,75 min 16:34,87 min 15:39,87 min |
| 4     | BR Deutschland Monika Mrklas Ingrid Rothfuß Michaela Endler       | 50:25,61 min 17:40,22 min 17:06,50 min 15:38,89 min |
| 5     | DDR Gabriele Haupt Renate Fischer Anna Unger                      | 50:28,45 min 17:37,32 min 16:49,56 min 16:01,57 min |
| 6     | Tschechoslowakei Alena Bartošová Helena Šikolová Milena Cillerová | 51:16,16 min 17:35,77 min 17:06,47 min 16:33,92 min |
| 7     | Polen Anna Gębala-Duraj Józefa Chromik Weronika Budny             | 51:49,13 min 18:21,93 min 17:15,45 min 16:11,75 min |
| 8     | Schweden Meeri Bodelid Eva Olsson Birgitta Lindqvist              | 51:51,84 min 18:32,24 min 17:09,91 min 16:09,89 min |

Datum: 12. Februar 1972, 09:00 Uhr 

Höhenunterschied: 43 m; Maximalanstieg: 37 m; Totalanstieg: 126 m 

11 Staffeln am Start, alle in der Wertung.

## Skispringen
- Ausführliche Ergebnisse

### Normalschanze
| Platz | Land | Sportler              | Weiten (m)  | Punkte |
| ----- | ---- | --------------------- | ----------- | ------ |
| 1     | JPN  | Yukio Kasaya          | 84,0 / 79,0 | 244,2  |
| 2     | JPN  | Akitsugu Konno        | 82,5 / 79,0 | 234,8  |
| 3     | JPN  | Seiji Aochi           | 83,5 / 77,5 | 229,5  |
| 4     | NOR  | Ingolf Mork           | 78,0 / 78,0 | 225,5  |
| 5     | TCH  | Jiří Raška            | 78,5 / 78,0 | 224,8  |
| 6     | POL  | Wojciech Fortuna      | 82,0 / 76,5 | 222,0  |
| 7     | URS  | Gari Napalkow         | 79,5 / 76,0 | 220,2  |
| 7     | TCH  | Karel Kodejška        | 80,0 / 75,5 | 220,2  |
| 9     | URS  | Koba Zakadse          | 82,0 / 76,5 | 219,9  |
| 10    | YUG  | Peter Štefančič       | 77,0 / 77,5 | 218,15 |
|       |      |                       |             |        |
| 14    | SUI  | Walter Steiner        | 79,0 / 76,0 | 217,4  |
| 15    | GDR  | Rainer Schmidt        | 80,5 / 75,0 | 217,2  |
| 16    | SUI  | Ernst von Grünigen    | 78,0 / 74,5 | 212,4  |
| 18    | GDR  | Henry Glaß            | 78,0 / 73,5 | 211,8  |
| 22    | SUI  | Hans Schmid           | 76,5 / 73,5 | 208,9  |
| 26    | AUT  | Rudolf Wanner         | 77,0 / 74,0 | 205,0  |
| 28    | SUI  | Sepp Zehnder          | 76,0 / 72,0 | 203,7  |
| 29    | AUT  | Reinhold Bachler      | 79,5 / 76,0 | 201,6  |
| 31    | GDR  | Hans-Georg Aschenbach | 74,0 / 69,5 | 198,5  |
| 36    | AUT  | Max Golser            | 73,0 / 73,5 | 195,8  |
| 38    | GDR  | Manfred Wolf          | 77,8 / 81,0 | 195,0  |
| 46    | FRG  | Günther Göllner       | 74,0 / 66,0 | 185,9  |
| 47    | FRG  | Alfred Grosche        | 70,0 / 69,0 | 182,8  |
| 49    | FRG  | Sepp Schwinghammer    | 68,5 / 68,5 | 180,1  |

Datum: 6. Februar 1972, 10:00 Uhr 

Miyanomori-Schanze, K-Punkt: 70 m 

56 Teilnehmer aus 26 Ländern, alle in der Wertung.
Die Strategie der japanischen Teamführung ging auf: Sieger Kasaya musste trotz dreier Siege bei der Vierschanzentournee 1971/72 noch vor dem Abschlussspringen in Bischofshofen in die Heimat zurückfliegen, um sich mit seinen Kameraden intensiv auf den olympischen Wettbewerb vorzubereiten. Er hätte ansonsten die Chance gehabt, der erste Athlet mit Siegen in allen vier Einzelspringen der Vierschanzentournee zu werden.

### Großschanze
| Platz | Land | Sportler         | Weiten (m)   | Punkte |
| ----- | ---- | ---------------- | ------------ | ------ |
| 1     | POL  | Wojciech Fortuna | 111,0 / 87,5 | 219,9  |
| 2     | SUI  | Walter Steiner   | 94,0 / 103,0 | 219,8  |
| 3     | GDR  | Rainer Schmidt   | 98,5 / 101,0 | 219,3  |
| 4     | FIN  | Tauno Käyhkö     | 95,0 / 100,5 | 219,2  |
| 5     | GDR  | Manfred Wolf     | 107,0 / 89,5 | 215,1  |
| 6     | URS  | Gari Napalkow    | 99,5 / 92,0  | 210,1  |
| 7     | JPN  | Yukio Kasaya     | 106,0 / 95,0 | 209,4  |
| 8     | YUG  | Danilo Pudgar    | 97,5 / 97,5  | 206,5  |
| 9     | FIN  | Esko Rautionaho  | 93,0 / 99,0  | 205,8  |
| 10    | TCH  | Jiří Raška       | 99,0 / 89,0  | 204,7  |
|       |      |                  |              |        |
| 20    | GDR  | Henry Glaß       | 91,0 / 84,0  | 183,0  |
| 22    | SUI  | Sepp Zehnder     | 92,5 / 84,0  | 181,1  |
| 24    | AUT  | Reinhold Bachler | 88,5 / 89,5  | 179,2  |
| 27    | FRG  | Günther Göllner  | 90,0 / 87,0  | 175,3  |
| 39    | GDR  | Heinz Wosipiwo   | 82,0 / 87,0  | 159,6  |
| 42    | SUI  | Hans Schmid      | 94,5 / 89,0  | 156,4  |
| 43    | AUT  | Max Golser       | 86,0 / 78,0  | 153,6  |
| 46    | AUT  | Rudolf Wanner    | 79,0 / 83,0  | 157,3  |
| 52    | FRG  | Alfred Grosche   | 84,0 / 77,5  | 119,6  |

Datum: 11. Februar 1972, 10:00 Uhr 

Ōkurayama-Schanze, K-Punkt: 90 m 

52 Teilnehmer aus 15 Ländern, alle in der Wertung
Eine ziemliche Überraschung gab es in diesem Wettbewerb durch den Polen Fortuna, dessen „Wundersprung“ im ersten Durchgang ihm einen derart großen Vorsprung einbrachte, dass er von der Konkurrenz in Durchgang 2 nicht mehr aufgeholt werden konnte. Insgesamt war der Wettbewerb durch immer wieder wechselnde Windböen stark beeinträchtigt. Das führte zu sehr ungleichen Bedingungen für die Teilnehmer.

## Nordische Kombination
| Platz | Land | Sportler         | Punkte Springen | Punkte Laufen | Punkte totel |
| ----- | ---- | ---------------- | --------------- | ------------- | ------------ |
| 1     | GDR  | Ulrich Wehling   | 200,9           | 212,44        | 413,34       |
| 2     | FIN  | Rauno Miettinen  | 210,0           | 195,51        | 405,51       |
| 3     | GDR  | Karl-Heinz Luck  | 178,8           | 220,00        | 398,80       |
| 4     | FIN  | Erkki Kilpinen   | 185,0           | 206,85        | 391,85       |
| 5     | JPN  | Yūji Katsuro     | 195,1           | 195,10        | 390,20       |
| 6     | TCH  | Tomáš Kučera     | 191,8           | 196,14        | 387,94       |
| 7     | URS  | Alexander Nossow | 201,3           | 186,43        | 387,73       |
| 8     | NOR  | Kåre Olav Berg   | 180,4           | 204,40        | 384,80       |
| 9     | GDR  | Günter Deckert   | 183,4           | 199,57        | 382,97       |
| 10    | FRG  | Ralph Pöhland    | 174,8           | 206,40        | 381,20       |
|       |      |                  |                 |               |              |
| 18    | GDR  | Hans Hartleb     | 183,9           | 185,61        | 369,51       |
| 20    | FRG  | Urban Hettich    | 152,1           | 214,68        | 366,78       |
| 25    | FRG  | Alfred Winkler   | 175,6           | 181,51        | 357,11       |
| 33    | FRG  | Franz Keller     | 154,0           | 182,86        | 336,86       |
| 37    | AUT  | Ulli Öhlböck     | 150,9           | 169,81        | 320,71       |

Skispringen: 4. Februar 1972, 10:00 Uhr 

Miyanomori-Schanze, K-Punkt: 70 m
Langlauf 15 km: 5. Februar 1972, 09:00 Uhr 

Höhenunterschied: 127 m; Maximalanstieg: 92 m; Totalanstieg: 423 m 

40 Teilnehmer aus 14 Ländern, 39 in der Wertung.
Bei dieser Veranstaltung begann die Siegesserie von Ulrich Wehling: Er konnte bei drei Olympischen Spielen in Folge die Nordische Kombination gewinnen, was keinem anderen Sportler vorher oder nachher gelang.